# Saint-Pierre-des-Échaubrognes
Saint-Pierre-des-Échaubrognes es una comuna francesa situada en el departamento de Deux-Sèvres, en la región Nueva Aquitania.

## Demografía
| 1012 | 961 | 1023 | 1113 | 1253 | 1251 | 1425 |
| Para los censos de 1962 a 1999 la población legal corresponde a la población sin duplicidades (Fuente: INSEE [Consultar]) |     |      |      |      |      |      |